# Анун Чінбатин
Анун Чінбатин (монг. Анун Чинбатын; нар. 1985) — міс Монголія 2008 року, представляла Монголію на конкурсі «Міс Світу 2008» в Південно-Африканській республіці.

## Освіта
Закінчивши десятирічну школу № 23 в Улан-Баторі, в 2002—2005 роках навчалася в японському Міжнародному бізнес-коледжі, потім поступила на факультет туристичного менеджменту в токійському університеті Ріккьо.